# Peter Ingham
Peter William Ingham (ur. 19 stycznia 1941 w Sydney, zm. 26 kwietnia 2024) – australijski duchowny rzymskokatolicki, w latach 1993–2001 biskup pomocniczy Sydney, a w latach 2001–2017 biskup diecezjalny Wollongong.

## Życiorys
Święcenia kapłańskie przyjął 18 lipca 1964 w swojej rodzinnej archidiecezji Sydney. Udzielił mu ich ówczesny arcybiskup metropolita Sydney, kardynał Norman Thomas Gilroy. Po kilkuletnim stażu wikariuszowskim został sekretarzem osobistym kardynała Jamesa Darcy Freemana, a następnie sekretarzem archidiecezjalnym. W 1990 został proboszczem parafii św. Karola w dzielnicy Ryde.
24 maja 1993 papież Jan Paweł II mianował go biskupem pomocniczym Sydney ze stolicą tytularną Pudentiana. Sakry udzielił mu 12 lipca 1993 kardynał Edward Bede Clancy. 6 czerwca 2001 papież powierzył mu urząd biskupa diecezjalnego Wollongong. Jego ingres odbył się 25 lipca 2001.
30 listopada 2017 przeszedł na emeryturę.